# بنیتو کارواخالس
بنیتو کارواخالس (اسپانیایی: Benito Carvajales‎؛ زادهٔ ۲۵ ژوئیهٔ ۱۹۱۳ - درگذشته نامشخص) بازیکن فوتبال اهل کوبا بود.
وی همچنین در تیم ملی فوتبال کوبا بازی کرده‌است.